# San Ignacio de Velasco
San Ignacio de Velasco è un comune (municipio in spagnolo) della Bolivia nella provincia di José Miguel de Velasco (dipartimento di Santa Cruz) con 49.481 abitanti (dato 2010).

## Cantoni
Il comune è suddiviso in 3 cantoni:
- San Ignacio
- Santa Ana (comprendente la città di Santa Ana de Velasco)
- Santa Rosa de Roca